# Alex Monteiro de Lima
Alex Monteiro de Lima, còn được biết với tên đơn giản Alex, (sinh ngày 15-12-1988) là một cầu thủ bóng đá người Brasil từng thi đấu ở vị trí tiền vệ cho CLB Bóng đá Thành Phố Hồ Chí Minh Tại V.League 1

## Sự nghiệp
Alex bắt đầu sự nghiệp tại hệ thống trẻ của Grêmio Mauaense. Năm 2008, anh rời Brazil đến với FC Wohlen ở Thụy Sĩ. Trong mùa giải 2009-10 anh được cho mượn đến Gossau. Anh trở lại Wohlen mùa giải tiếp theo và trở thành cầu thủ ra sân thường xuyên cho câu lạc bộ khi có 48 trận thi đấu và ghi được 6 bàn thắng trong hai mùa giải.
Ngày 26 tháng 4 năm 2012, Alex ký bản hợp đồng với Chicago Fire của Major League Soccer.  Anh chính thức gia nhập đội hình vào ngày 27 tháng 6 năm 2012 khi mới bắt đầu kỳ chuyển nhượng mùa hè.  Đến 13 tháng 4 năm 2015 anh được chuyển đến Houston Dynamo.
Alex được giải phóng từ Houston cuối mùa giải 2017. Sau đó anh ký hợp đồng với đội bóng tại K League 2 Suwon FC.

## Thống kê sự nghiệp
Tính đến 30 tháng 5 năm 2018
| Câu lạc bộ           | Mùa giải             | Giải vô địch           | Giải vô địch | Giải vô địch | Cúp Quốc gia | Cúp Quốc gia | Cúp Liên đoàn | Cúp Liên đoàn | Khác    | Khác      | Tổng    | Tổng      |
| Câu lạc bộ           | Mùa giải             | Hạng đấu               | Số trận      | Bàn thắng    | Số trận      | Bàn thắng    | Số trận       | Bàn thắng     | Số trận | Bàn thắng | Số trận | Bàn thắng |
| -------------------- | -------------------- | ---------------------- | ------------ | ------------ | ------------ | ------------ | ------------- | ------------- | ------- | --------- | ------- | --------- |
| FC Gossau (mượn)     | 2009–10              | Swiss Challenge League | 18           | 2            | 0            | 0            | 0             | 0             | 0       | 0         | 18      | 2         |
| FC Wohlen            | 2010–11              | Swiss Challenge League | 23           | 4            | 1            | 0            | 0             | 0             | 0       | 0         | 24      | 4         |
| FC Wohlen            | 2011–12              | Swiss Challenge League | 25           | 2            | 1            | 1            | 0             | 0             | 0       | 0         | 26      | 3         |
| FC Wohlen            | Tổng cộng            | Tổng cộng              | 66           | 8            | 2            | 1            | 0             | 0             | 0       | 0         | 68      | 9         |
| Chicago Fire         | 2012                 | Major League Soccer    | 17           | 2            | 0            | 0            | 0             | 0             | 1       | 1         | 18      | 3         |
| Chicago Fire         | 2013                 | Major League Soccer    | 30           | 1            | 4            | 0            | 0             | 0             | —       | —         | 34      | 1         |
| Chicago Fire         | 2014                 | Major League Soccer    | 28           | 0            | 3            | 1            | 0             | 0             | —       | —         | 31      | 1         |
| Chicago Fire         | 2015                 | Major League Soccer    | 1            | 0            | 0            | 0            | 0             | 0             | —       | —         | 1       | 0         |
| Chicago Fire         | Tổng cộng            | Tổng cộng              | 76           | 3            | 7            | 1            | 0             | 0             | 1       | 1         | 84      | 5         |
| Houston Dynamo       | 2015                 | Major League Soccer    | 15           | 2            | 2            | 0            | 0             | 0             | —       | —         | 17      | 2         |
| Houston Dynamo       | 2016                 | Major League Soccer    | 30           | 5            | 3            | 2            | 0             | 0             | —       | —         | 33      | 7         |
| Houston Dynamo       | 2017                 | Major League Soccer    | 32           | 2            | 1            | 0            | 0             | 0             | 5       | 0         | 38      | 2         |
| Houston Dynamo       | Tổng cộng            | Tổng cộng              | 77           | 9            | 6            | 2            | 0             | 0             | 5       | 0         | 88      | 11        |
| Suwon FC             | 2018                 | K League 2             | 11           | 2            | 0            | 0            | 0             | 0             | 0       | 0         | 11      | 2         |
| Tổng cộng sự nghiệps | Tổng cộng sự nghiệps | Tổng cộng sự nghiệps   | 230          | 22           | 15           | 4            | 0             | 0             | 6       | 1         | 251     | 27        |

1. ↑  Số trận ở MLS Cup Playoffs
2. ↑  Số trận ở MLS Cup Playoffs

## Đời sống cá nhân
Alex nhận được thẻ xanh Hoa Kỳ vào tháng 6 năm 2014. Điều đó giúp anh có thể trở thành cầu thủ quốc nội để thi đấu tại MLS.